# Holding On
Holding On è un singolo del rapper statunitense Iann Dior pubblicato il 20 novembre 2020.

## Tracce
1. Holding On – 2:06